# Ljubiša
Ljubiša (kyrillisch: Љубиша) ein männlicher Vorname, der überwiegend bei Serben verbreitet ist.

## Herkunft
Der Name Ljubiša kommt von dem serbischen Wort ljubiti, ljubav und bedeutet auf Deutsch übersetzt küssen oder Liebe.

## Namensträger

### Vorname
- Ljubiša Beara (1939–2017), bosnischer Oberst und Kriegsverbrecher
- Ljubiša Broćić (1911–1995), jugoslawischer Fußballspieler und -trainer
- Ljubiša Ristić (Volleyballspieler) (* 1967), bosnischer Volleyballspieler und -trainer
- Ljubiša Samardžić (1936–2017), jugoslawischer bzw. serbischer Schauspieler und Regisseur
- Ljubiša Simić (* 1963), jugoslawischer Boxer
- Ljubiša Spajić (1926–2004), jugoslawischer Fußballspieler und -trainer
- Ljubiša Stanković (* 1960), montenegrinischer Wissenschaftler und Diplomat
- Ljubiša Stefanović (1910–1978), jugoslawischer Fußballspieler und -trainer
- Ljubiša Štrbac (* 1981), slowenischer Fußballspieler

### Familienname
- Stjepan Mitrov Ljubiša (1824–1878), montenegrinischer Schriftsteller und Politiker
- Visarion Ljubiša (1823–1884), montenegrinischer Bischof